# Clèrids
Els clèrids (Cleridae) són una família de coleòpters polífags de la superfamília Cleroidea amb uns 200 gèneres i unes 3400 espècies. Tenen una distribució cosmopolita i una gran varietat d'hàbitats i preferències d'alimentació.
La majoria de gèneres són depredadors d'altres coleòpters, tanmateix altres s'alimenten de carronya o de pol·len. Els clèrids tenen el cos allargat i tou amb pilositat i normalment amb colors brillants. La seva llargada va dels 3 als 24 mm.

## Gèneres

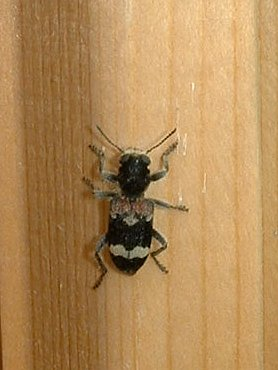
Clerus mutillarius (Clerinae)

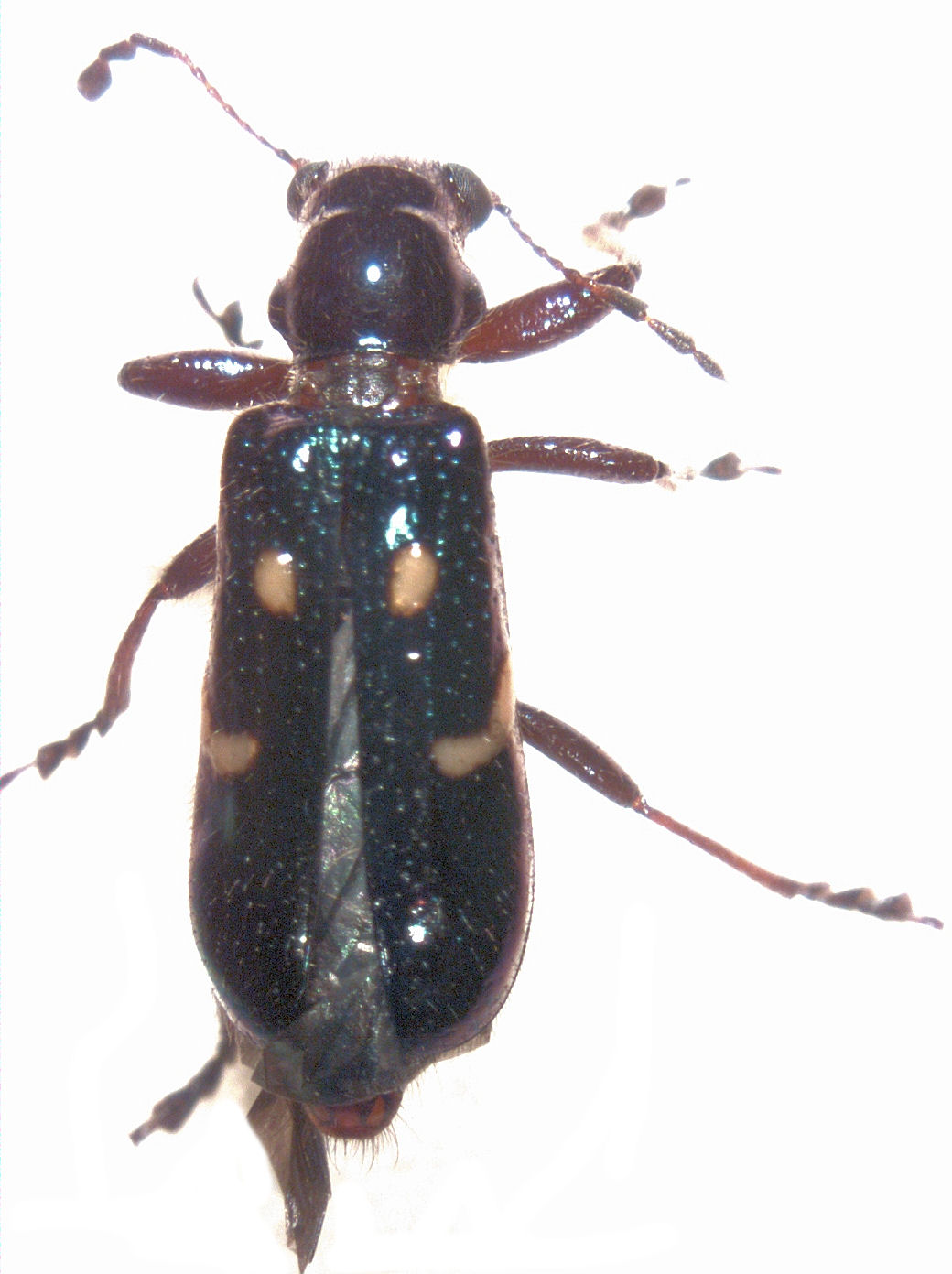
Phymatophaea guttigera (Enopliinae)

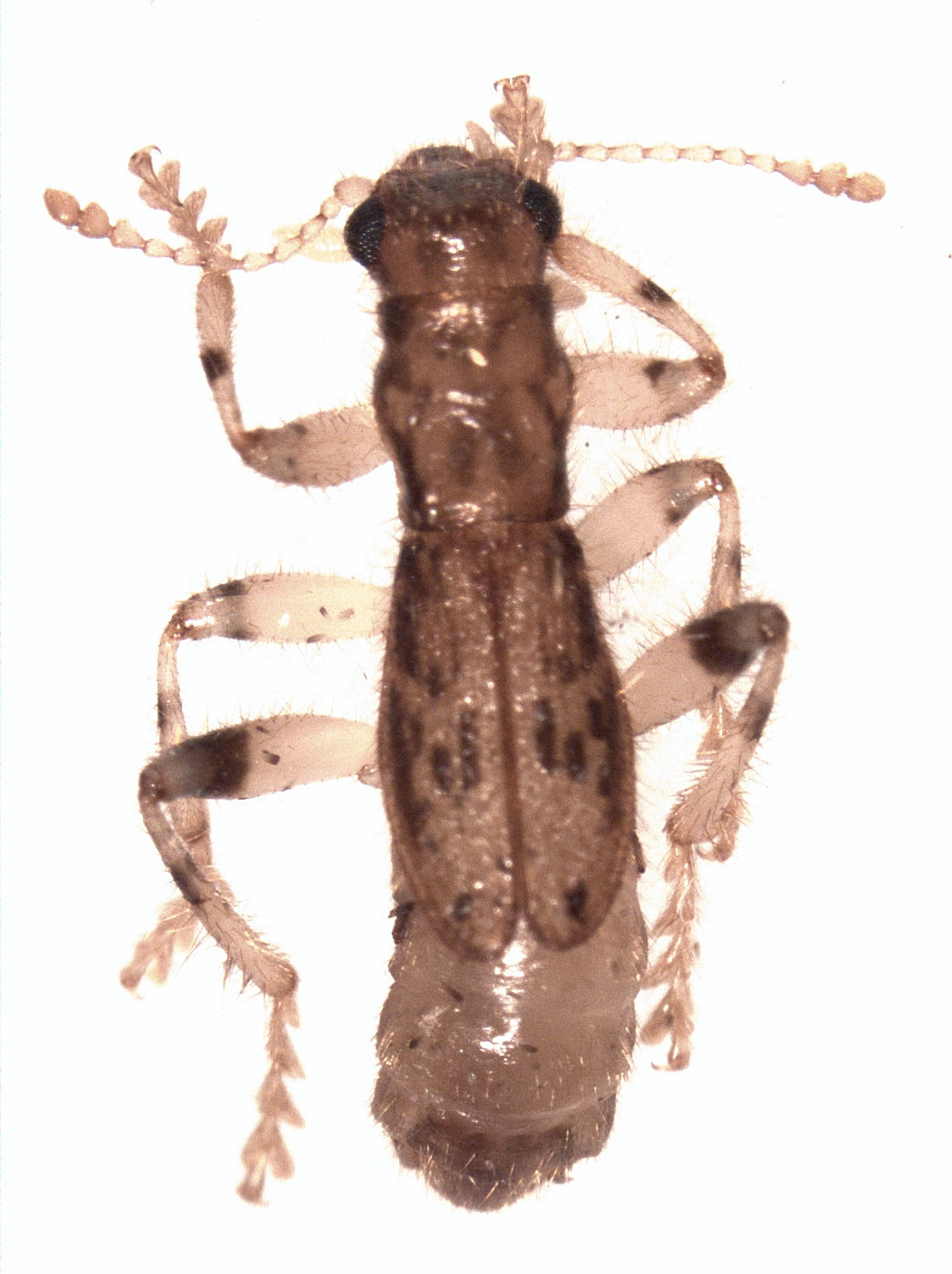
Lemidia aptera (Hydnocerinae)

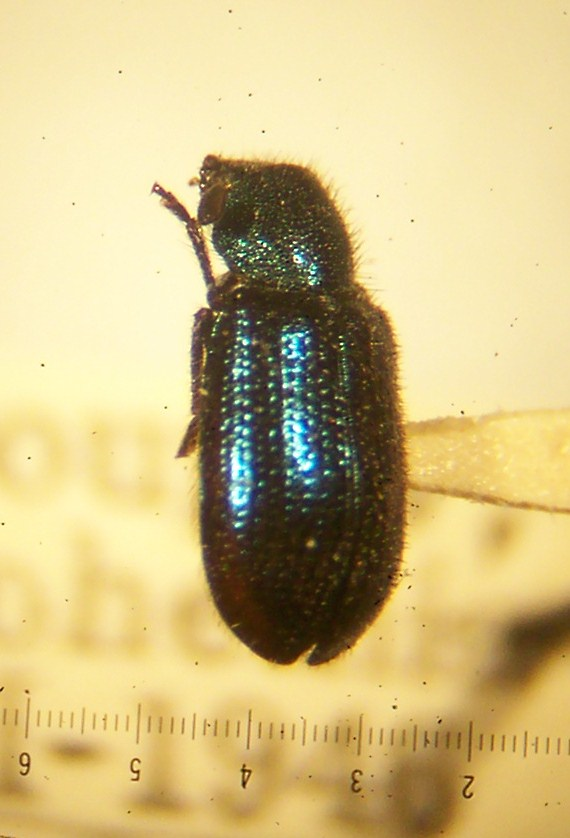
Necrobia violacea (Korynetinae)

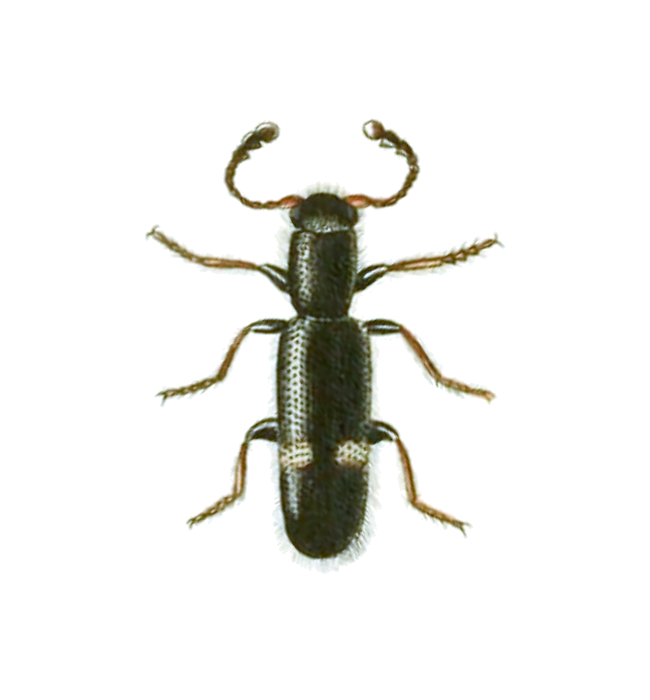
Tarsostenus univittatus (Tarsosteninae)

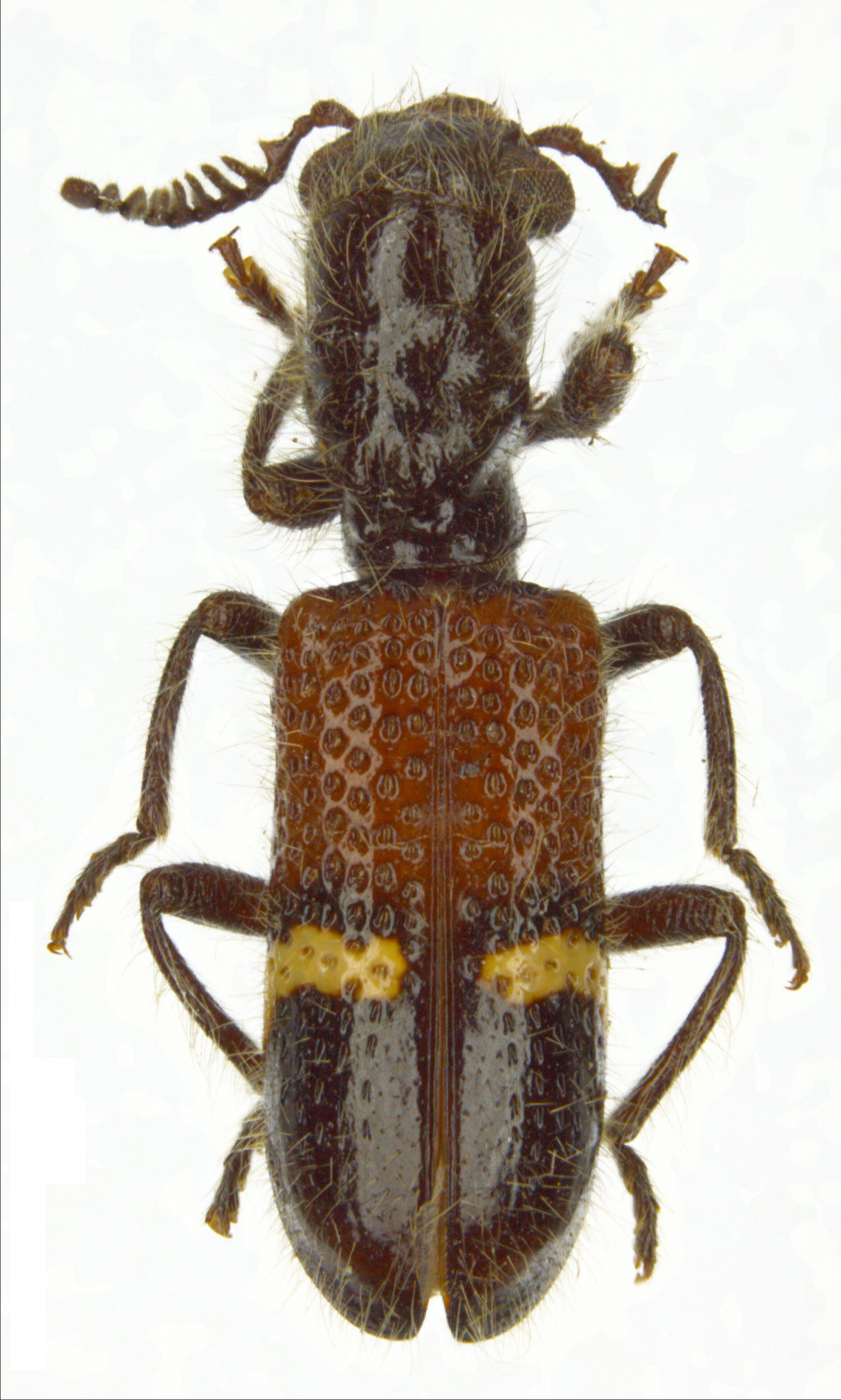
Diplocladus kuwerti (Tillinae)

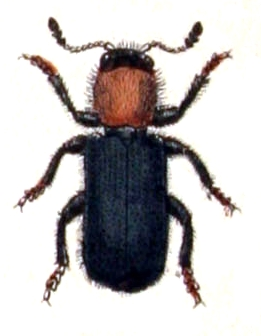
Dermestoides sanguinicollis (incertae sedis)

| Clerinae - Allonyx Jacquelin du Val, 1860 - Anthicoclerus Schenkling, 1906 - Aphelochroa Quedenfeldt, 1885 - Apopempsis Schenkling, 1903 - Apteroclerus Wollaston, 1867 - Aptinoclerus Kuwert, 1893 - Aradamicula Sedlacek & Winkler, 1975 - †Arawakis (fossil) - Astigmus Kuwert, 1894 - Aulicus Spinola, 1841 - Axina Kirby, 1818 - Balcus - Barriella Opitz, 2003 - Barrotillus Rifkind, 1996 - Blaxima Gorham, 1882 - Bousquetoclerus Menier, 1997 - Burgeoneus Pic, 1950 - Caestron Dupont in Spinola, 1844 - Calendyma Lacordaire, 1857 - Canariclerus Winkler, 1982 - Cardiostichus Quedenfeldt, 1885 - Caridopus Schenkling in Sjöstedt, 1908 - Cleromorpha Gorham, 1876 - Cleropiestus Fairmaire, 1889 - Clerus Fabricius, 1775 - Clytomadius Corporaal, 1949 - Colyphus Spinola, 1841 - Coptoclerus Chapin, 1924 - Cormodes Pascoe, 1860 - Corynommadius Schenkling, 1899 - Ctenaxina Schenkling, 1906 - Ctenoclerus Solervicens, 1997 - Dasyceroclerus Kuwert, 1894 - Dasyteneclines Pic, 1941 - Dieropsis Gahan, 1908 - Dologenitus Opitz, 2009 - Dozocolletus Chevrolat, 1842 - Eburiphora Spinola, 1841 - Eburneoclerus Pic, 1950 - Ekisius Winkler, 1987 - Eleale Newman, 1840 - Enoclerus Gahan, 1910 - Epiclines Chevrolat in Guérin-Ménéville, 1839 - Eunatalis Schenkling, 1909 - Eunatalis porcata - Erymanthus Spinola, 1841 - Eurymetomorphon Pic, 1950 - Falsomadius Gerstmeier, 2002 - Falsoorthrius Pic, 1940 - Graptoclerus Gorham, 1901 - Gyponyx Gorham, 1883 - Hemitrachys Gorham, 1876 - Homalopilo Schenkling, 1915 - Inhumeroclerus Pic, 1955 - Jenjouristia Fursov, 1936 - Languropilus Pic, 1940 - Lissaulicus C.O.Waterhouse, 1879 - Memorthrius Pic, 1940 - Metademius Schenkling, 1899 - Microclerus Wollaston, 1867 - Micropteroclerus Chapin, 1920 - Microstigmatium Kraatz, 1899 - Mimolesterus Gerstmeier, 1991 - Mitrandiria Kolibac, 1997 - Myrmecomaea Fairmaire, 1886 - Natalis Laporte de Castelnau, 1836 - Neogyponyx Schenkling, 1906 - Neoscrobiger Blackburn, 1900 - Ohanlonella Rifkind, 2008 - Olesterus Spinola, 1841 - Omadius Laporte de Castelnau, 1836 - Oodontophlogistus Elston, 1923 - Operculiphorus Kuwert, 1894 - Opilo Latreille, 1802 - Orthrius Gorham, 1876 - Oxystigmatium Kraatz, 1899 - Phlogistomorpha Hintz, 1908 - Phlogistus Gorham, 1876 - Phloiocopus Spinola, 1841 - Phonius Chevrolat, 1843 - Pieleus Pic, 1940 - Placocerus Klug, 1837 - Placopterus Wolcott, 1910 - Plathanocera Schenkling, 1902 - Platyclerus Spinola, 1841 - Priocera Kirby, 1818 - Priocleromorphus Pic, 1950 - Prioclerus Hintz, 1902 - Pseudolesterus Miyatake, 1968 - Pseudomadius Chapin, 1924 - Pujoliclerus Pic, 1947 - Sallea Chevrolat, 1874 - Scrobiger Spinola, 1841 - Sedlacekius Winkler, 1972 - Sikorius Kuwert, 1893 - Stigmatium Gray in Griffith, 1832 - Systenoderes Spinola, 1841 - Tanocleria Hong, 2002 - Thalerocnemis Lohde, 1900 - Thanasimodes Murray, 1867 - Thanasimus Latreille, 1806 - Thanasimus formicarius – Ant Beetle - Tillicera Spinola, 1841 - Trichodes Herbst, 1792 - Trichodes alvearius - Trichodes apiarius - Trichodes leucopsideus - Trogodendron Spinola, 1841 - Trogodendron fasciculatum – Yellow-horned Clerid - Wilsonoclerus - Winklerius Menier, 1986 - Wittmeridecus Winkler, 1981 - Xenorthrius Gorham, 1892 - Zahradnikius Winkler, 1992 - Zenithicola Spinola, 1841 | Enopliinae (de vegades dins Korynetinae) - Antygodera - Apolopha Spinola, 1841 - Corinthiscus Fairmaire & Germain, 1861 - Cregya LeConte, 1861 - Curacavi - Enoplium Latreille, 1802 - Exochonotus - Hublella - Lasiodera Gray in Griffith, 1832 - Neopylus Solervicens, 1989 - Paracregya - Pelonium - Phymatophaea Pascoe, 1876 - Platynoptera Chevrolat, 1834 - Pseudichnea Schenkling, 1900 - Pylus Newman, 1840 - Pyticara Spinola, 1841 (inclou Pelonides) - Thriocerodes Wolcott & Dybas, 1947 Epiphloeinae (de vegades en Korynetinae) - Acanthocollum - Amboakis - Decaphloeus - Decorosa Opitz, 2008 - Diapromeces Opitz, 1997 - Ellipotoma Spinola, 1844 - Epiphloeus Spinola, 1841 - Hapsidopteris Opitz, 1997 - Ichnea Laporte de Castelnau, 1836 - Iontoclerus Opitz, 1997 - Katamyurus Opitz, 1997 - Madoniella Pic, 1935 - Megaphloeus - Megatrachys Opitz, 1997 - Neichnea - Opitzius Barr, 2006 - Parvochaetus Opitz, 2006 - Pennasolis - Pericales - Phlogistosternus - Pilosirus Opitz, 1997 - Plocamocera Spinola, 1844 - Pteroferus - Pyticeroides Kuwert, 1894 - Silveirasia - Stegnoclava - Turbophloeus Hydnocerinae (inclou Phyllobaeninae) - Abrosius Fairmaire, 1902 - Achlamys C.O.Waterhouse, 1879 - Allelidea G.R.Waterhouse, 1839 - Blaesiophthalmus Schenkling, 1903 - Brachycallimerus Chapin, 1924 - Brachyptevenus - Callimerus Gorham, 1876 - Cephaloclerus Kuwert, 1893 - Cucujocallimerus Pic, 1929 - Emmepus Motschulsky, 1845 - Eurymetopum Blanchard, 1842 - Hydnocera - Isohydnocera Chapin, 1917 - Isolemidia Gorham, 1877 - Laiomorphus Pic, 1927 - Lasiocallimerus Corporaal, 1939 - Lemidia Spinola, 1841 - Neohydnus Gorham, 1892 - Parmius Sharp, 1877 - Paupris Sharp, 1877 - Phyllobaenus - Silviella Solervicens, 1987 - Solemidia - Stenocallimerus Corporaal & Pic, 1940 - Theano Laporte de Castelnau, 1836 - Wolcottia Chapin, 1917 Korynetinae - Chariessa Perty in Spix & Martius, 1830 - Korynetes Herbst, 1792 - Korynetes caeruleus – Steely Blue Beetle - Lebasiella Spinola, 1844 - Loedelia R.Lucas, 1918 - Necrobia Olivier, 1795 - Necrobia ruficollis – Red-shouldered Ham Beetle - Necrobia rufipes – Red-legged Ham Beetle - Neorthopeura Barr, 1976 - Opetiopalpus Spinola, 1844 - Paratillus Gorham, 1876 - Romanaeclerus Winkler, 1960 - Tenerus Laporte de Castelnau, 1836 Tarsosteninae (de vegades en Korynetinae) - Paratillus Gorham, 1876 - Tarsostenodes Blackburn, 1900 - Tarsostenus Spinola, 1844 Thaneroclerinae (tentativament ubicat aquí) - Abana - Compactoclerus - Isoclerus - Neoclerus - Thaneroclerus Lefebvre, 1838 - Viticlerus - Zenodosus Plantilla:Col-3-of-3 Tillinae - Antenius Fairmaire, 1903 - Arachnoclerus Fairmaire, 1902 - Araeodontia Barr, 1952 - Archalius Fairmaire, 1903 - Aroterus Schenkling, 1906 - Basilewskyus Pic, 1950 - Biflabellotillus Pic, 1949 - Bilbotillus Kolibac, 1997 - Bogcia Barr, 1978 - Bostrichoclerus Van Dyke, 1938 - Callotillus - Ceratocopus Hintz, 1902 - Chilioclerus Solervicens, 1976 - Cladiscopallenis Pic, 1949 - Cladiscus Chevrolat, 1843 - Cladomorpha Pic, 1949 - Cteniopachys Fairmaire, 1889 - Cylidroctenus Kraatz, 1899 - Cylidrus Latreille, 1825 - Cymatodera Gray in Griffith, 1832 - Cymatoderella Barr, 1962 - Dedana Fairmaire, 1888 - Denops Fischer von Waldheim, 1829 - Diplocladus Fairmaire, 1885 - Diplopherusa Heller, 1921 - Eburneocladiscus Pic, 1955 - Egenocladiscus Corporaal & van der Wiel, 1949 - Elasmocylidrus Corporaal, 1939 - Enoploclerus Hintz, 1902 - Eucymatodera Schenkling, 1899 - Falsopallenis Pic, 1926 - Falsotillus Gerstmeier & Kuff, 1992 - Flabellotilloidea Gerstmeier & Kuff, 1992 - Gastrocentrum Gorham, 1876 - Gracilotillus Pic, 1933 - Impressopallenis Pic, 1953 - Isocymatodera Hintz, 1902 - Lecontella Wolcott & Chapin, 1918 - Leptoclerus Kraatz, 1899 - Liostylus Fairmaire, 1886 - Macroliostylus Pic, 1939 - Magnotillus Pic, 1936 - Melanoclerus Chapin, 1919 - Microtillus Pic, 1950 - Monophylla Spinola, 1841 - Nodepus Gorham, 1892 - Notocymatodera Schenkling, 1907 - Onychotillus Chapin, 1945 - Orthocladiscus Corporaal & van der Wiel, 1949 - Pallenis Laporte de Castelnau, 1836 - Paracladiscus Miyatake, 1965 - Paradoxocerus Kraatz, 1899 - Paraspinoza Corporaal, 1942 - Philocalus Klug, 1842 - Picoclerus Corporaal, 1936 - †Prospinoza (fossil) - Pseudachlamys Duvivier, 1892 - Pseudogyponix Pic, 1939 - Pseudopallenis Kuwert, 1893 - Pseudoteloclerus Pic, 1932 - Rhopaloclerus Fairmaire, 1886 - Smudlotillus Kolibac, 1997 - Spinoza Lewis, 1892 - Stenocylidrus Spinola, 1844 - Strotocera Schenkling, 1902 - Synellapotillus Pic, 1939 - Synellapus Fairmaire, 1903 - Teloclerus Schenkling, 1903 - Tilloclerus White, 1849 - Tillodadiscus Pic, 1953 - Tillodenops Hintz, 1905 - Tilloidea Laporte de Castelnau, 1832 - Tillus Olivier, 1790 - Tylotosoma Hintz, 1902 Incertae sedis - Aphelocerus Kirsch, 1871 (Clerinae? Tillinae?) - Apteropilo Lea, 1908 (Clerinae? Enopliinae?) - Cleropiestus Fairmaire, 1889 (Clerinae? Hydnocerinae?) - Dermestoides Schaeffer, 1771 (Korynetinae s.l.?) - Evenoclerus Corporaal, 1950 (Clerinae? Hydnocerinae?) - Muisca Spinola, 1844 (Clerinae? Enopliinae?) - Neorthopleura Barr, 1976 (Korynetinae s.l.?) - Parapelonides Barr, 1980 (Korynetinae s.l.?) - Perilypus Spinola, 1841 (Clerinae? Tillinae?) - Syriopelta Winkler, 1984 (Korynetinae s.l.?) |